# Zygmunt Rybicki (1902–1989)
Zygmunt Rybicki (ur. 10 maja 1902 w Dłutowie, zm. 26 stycznia 1989 w Warszawie) – polski inżynier elektryk, profesor nadzwyczajny Politechniki Warszawskiej. 

## Życiorys
Ukończył studia na Wydziale Elektrycznym Politechniki Gdańskiej, również tam obronił doktorat i habilitował się. Od 1927 pracował jako konstruktor w fabrykach maszyn i aparatów elektrycznych w kraju i w Czechosłowacji. W 1935 został odznaczony Srebrnym Krzyżem Zasługi za wynalezienie i wdrożenie do produkcji rozwiązań konstrukcyjnych maszyn stosowanych w przemyśle zbrojeniowym. W styczniu 1945 był członkiem grupy operacyjnej Ministerstwa Przemysłu, która został skierowana do Poznania w celu uruchomienia elektrowni i sieci tramwajów miejskich. W maju tego samego roku został dyrektorem Towarzystwa Elektryfikacji Okręgu Poznańskiego, od 1 października 1945 był starszym asystentem w Katedrze Maszyn Elektrycznych Politechniki Warszawskiej. W 1946 został adiunktem, a w 1950 jako zastępca profesora kierował Katedrą Elektryfikacji Rolnictwa na Wydziale Agromechanicznym PW. Od 1946 był członkiem korespondentem Towarzystwa Naukowego Warszawskiego, od 1953 przez rok był dziekanem Wydziału Mechanizacji Rolnictwa. Następnie został kierownikiem Katedry Napędów Elektrycznych i Sterowania na Wydziale Samochodów i Maszyn Roboczych, w 1956 został docentem, a rok później otrzymał tytuł profesora nadzwyczajnego. W 1968 został profesorem zwyczajnym, od 1970 kierował Zakładem Napędów Elektrycznych i Sterowania w Instytucie Maszyn Roboczych Ciężkich. 
Zygmunt Rybicki był autorem prac naukowych i książek, a także podręcznika akademickiego, którego wydanie było osiem razy wznawiane.  
Zmarł w 1989, został pochowany na cmentarzu Powązkowskim w Warszawie (kwatera 21-1-28,29).

## Ordery i odznaczenia
- Krzyż Kawalerski Orderu Odrodzenia Polski (1972)[3]
- Srebrny Krzyż Zasługi (19 marca 1935)[4]
- Odznaka tytułu honorowego „Zasłużony Nauczyciel PRL” (1972)[3]